# HD 167714
HD 167714 eller HR 6837 är en ensam stjärna belägen i den mellersta delen av stjärnbilden Oktanten. Den har en skenbar magnitud av ca 5,95 och är svagt synlig för blotta ögat där ljusföroreningar ej förekommer. Baserat på parallax enligt Gaia Data Release 3 på ca 9,08 mas, beräknas den befinna sig på ett avstånd på ca 359 ljusår (110 parsek) från solen. Den rör sig närmare solen med en heliocentrisk radialhastighet på ca -14 km/s.

## Egenskaper
HD 167714 är en orange till röd jättestjärna av spektralklass K2 III, som befinner sig på den röda jättegrenen och genererar energi genom kärnfusion av helium i dess kärna. Den har en massa som är ca 1,4 solmassa, en radie som är ca 12,3 solradier och utsänder energi från dess fotosfär motsvarande ca 65 gånger solen vid en effektiv temperatur av ca 4 700 K.